# 인천논현중학교
인천논현중학교(仁川論峴中學校)는 대한민국 인천광역시 남동구 논현동에 있는 공립 중학교이다.

## 학교 연혁
- 2006년 3월 1일 : 초대 임천수 교장 취임
- 2006년 3월 2일 : 인천논현중학교 개교(제1회 입학식 8학급 222명)
- 2009년 2월 12일 : 제1회 402명 졸업
- 2021년 9월 1일 : 제8대 이석원 교장 취임
- 2024년 2월 11일 : 제16회 졸업식 312명(졸업생 총인원 6,539명)
- 2024년 3월 4일 : 제19회 입학식 353명

## 참고 자료
- 인천논현중학교 - 한국교육학술정보원 학교알리미